# Galloglass (Band)
Galloglass ist eine deutsche Power-Metal-Band aus Hannover, die von 1999 bis 2007 aktiv war.

## Geschichte
Dirk und Arnd spielten schon seit 1999 in verschiedenen Bands, darunter Infernal Row, Atmosfear und Serpent Moves, in Hannover zusammen. In den beiden letztgenannten war auch Carsten tätig, allerdings noch nicht als Leadsänger, sondern an der Gitarre. 1995–96 hatte er sich zwar bei der Power-Metal-Formation Scavanger sowohl als Sänger als auch als Gitarrist einen ersten Namen gemacht, hielt sein stimmliches Talent aber dann einige Jahre im Verborgenen.
Gegründet als „Gallowglass“, sammelte man bald die Gitarristen zusammen, strich das „w“ aus dem Bandnamen und nahm das Demo Kings Who Die auf. Kai war als Bassist von Desolation bereits in der Hannover-Szene unterwegs und wechselte nun mit dem Instrument auch die Band.
Die erste CD Legends from Now and Nevermore, ein Konzeptalbum, dessen Titelsong bereits im Repertoire von Scavanger enthalten gewesen war, wurde teilweise im Wolfsburger Gate-Studio, zum Teil im eigenen Hunting Grund Studio in Hannover eingespielt und produziert. Der zweite Longplayer Heavenseeker konnte die Auflösung der Band nicht verhindern. Carsten und Dirk verließen die Band 2005, ihre Nachfolger wurden weder live noch in einer Studioproduktion präsentiert, bevor die Band sich endgültig trennte.
Norbert ist seitdem als Gitarrist bei Anna singt und der Iron-Maiden-Coverband Wrathchild tätig, Carsten hat sich gemeinsam mit Frank Sawade (Gitarrist von Human Fortress) das Waveland-Studio aufgebaut und stieg 2007 während der Produktion des dritten Albums Eternal Empire als Sänger in dessen Band ein, mit deren Bassist er bereits bei Scavanger zusammen gespielt hatte.

## Diskografie
- 2003: Legends from Now and Nevermore
- 2005: Heavenseeker